# Elasmias wakefieldiae
Elasmias wakefieldiae är en snäckart som först beskrevs av Cox 1868.  Elasmias wakefieldiae ingår i släktet Elasmias och familjen Achatinellidae. Inga underarter finns listade i Catalogue of Life.